# Vucub Caquix
Vucub Caquix („Sieben-Ara“) ist eine Gestalt aus der Maya-Mythologie, über die der Popol Vuh, das heilige Buch der Quiché-Maya, berichtet. Er wird als Vogeldämon mit Juwelenbesetzten Zähnen und silbernen Augen beschrieben. Mit seiner Frau Chimalmat hatte er zwei Söhne, die Erdbebendämonen Zipacna und Cabracan.
Noch vor der Schöpfung der Gestirne verkündete er in seiner Arroganz, die Sonne und der Mond der Welt zu sein. Die Heldenbrüder Hunahpú und Ixbalanqué versuchten ihn daraufhin mit einem Blasrohr zu erlegen, doch beschädigten sie nur seine Zähne, während Vucub Caquix dem Hanahpú einen Arm ausriss. Die Helden kehrten später verkleidet und in der Begleitung ihrer Großeltern zum Haus des Vucub Caquix zurück, welche sich als fahrende Heilkundige ausgaben. Sie überredeten Vucub Caquix, sich die zersplitterten Zähne entfernen zu lassen und durch polierte Knochen zu ersetzen, doch in Wahrheit setzten sie ihm weißen Mais ein. Anschließend entfernten sie das Silber aus seinen Augen, stahlen Hanahpús abgetrennten Arm und ließen ihn entstellt und seiner Schönheit beraubt zum Sterben zurück. Mit ihm starb auch seine Frau Chimalmat.
Der Sieben-Ara ist noch heute als Sternbild am Nachthimmel zu sehen, in Europa ist die Konstellation als Großer Wagen bekannt.